# Spoorlijn Haltern - Büderich
De spoorlijn Haltern - Büderich was een Duitse spoorlijn en als DB 2002 onder beheer van DB Netze.

## Geschiedenis
De lijn is in 1874 aangelegd tussen Haltern en Büderich. De spoorlijn was onderdeel van de door de Cöln-Mindener Eisenbahn aangelegde 'Hamburg-Venloer Bahn', een deel van het internationale project 'Paris-Hamburger Bahn'.
In maart 1945 werd de brug over de Rijn bij Wesel vernietigd, deze is na de Tweede Wereldoorlog nooit meer hersteld. In 1962 werd het personenverkeer tussen Haltern en Wesel opgeheven. Nadat in fases het goederenverkeer ook werd stilgelegd is de spoorlijn opgebroken.

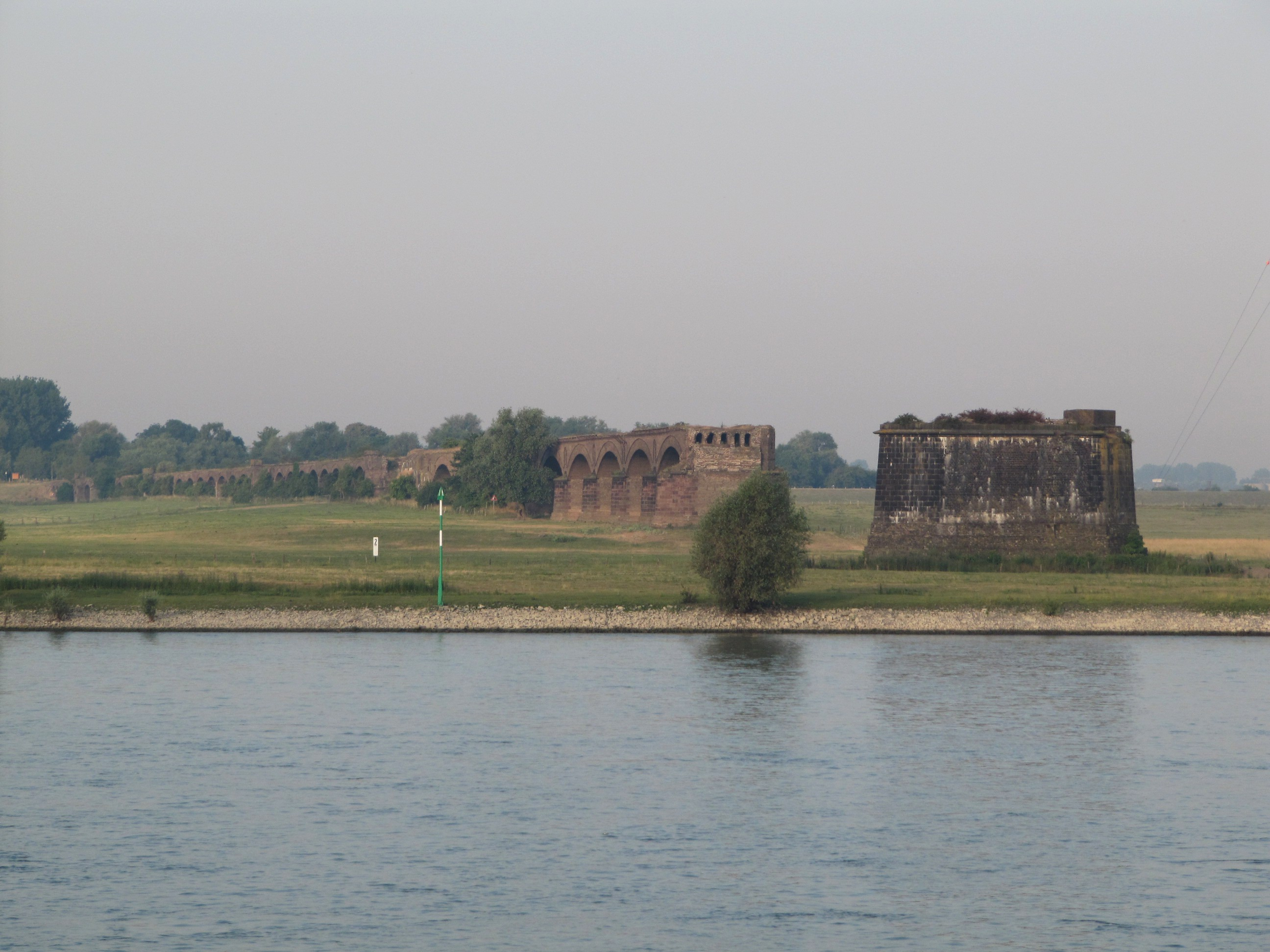
Restanten van de oude Rijnbrug gezien vanaf de kant van Wesel

## Aansluitingen
In de volgende plaatsen is of was er een aansluiting op de volgende spoorlijnen:
Haltern am See
DB 2200, spoorlijn tussen Wanne-Eickel en Hamburg
Hervest-Dorsten
DB 15, spoorlijn tussen Dorsten en Hervest-Dorsten
Wesel
DB 14, spoorlijn tussen Wesel en Wesel Hafen
DB 2263, spoorlijn tussen Wesel en Bocholt
DB 2270, spoorlijn tussen Oberhausen en Emmerich
DB 2271, spoorlijn tussen Oberhausen en Wesel
Büderich
DB 2003, spoorlijn tussen Büderich en Venlo
DB 2515, spoorlijn tussen Boxtel en Wesel
DB 2517, spoorlijn tussen Alpen en Büderich